# Loon (Frankrijk)
Loon (Frans: Loon-Plage) is een gemeente in de Franse Westhoek, aan de Opaalkust, in het Franse Noorderdepartement (Frans: département du Nord). De gemeente ligt in Frans-Vlaanderen in de streek het Blootland, binnen de stedelijke agglomeratie van Duinkerke, aan de Opaalkust. Zij grenst aan de gemeenten Duinkerke (Mardijk), Spijker, Broekkerke, Kraaiwijk, Sint-Joris en Grevelingen. Langs de zuidkant van de gemeente loopt de Broekburgvaart (Canal de Bourbourg), die daar de grens vormt met Broekkerke. De gemeente telde op 1 januari 2022 5.995 inwoners.

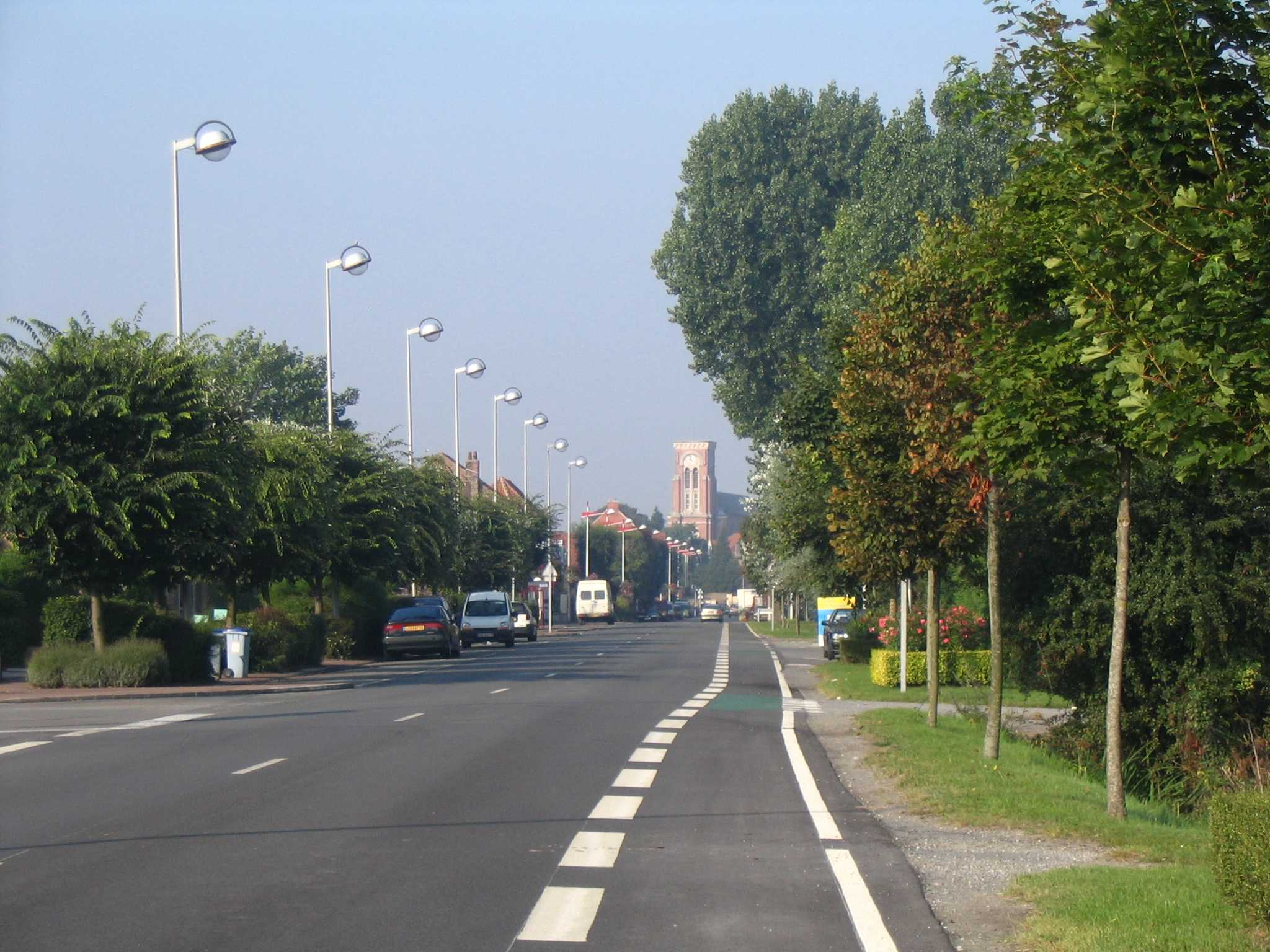
Hoofdweg van Loon

## Geschiedenis
Oorspronkelijk was het grondgebied van de huidige gemeente Loon maar een klein eilandje, maar na de droogleggingen van het Blootland aan het einde van de elfde eeuw werd het verbonden met het vasteland. Aan het einde van de twaalfde eeuw werd Loon een echt dorpje maar bijna de volledige periode van het ancien régime werd het bedreigd enerzijds door overstromingen en anderzijds door oorlogen vanwege haar ligging dicht bij de grens tussen het graafschap Vlaanderen en het koninkrijk Frankrijk.
In 1800 werd Loon officieel erkend als zelfstandige gemeente en in 1889 werd besloten om de naam van de gemeente te veranderen naar Loon-Plage, om verwarring te vermijden met de gelijkklinkende stad Laon in het Aisne-departement. Loon werd vanaf toen een badplaats met de bouw van een casino en een hotel. De laatste decennia zijn grote delen van Loon sterk geïndustrialiseerd door de uitbreiding van de zeehaven van Duinkerke. Het is toch ook eigenlijk op het grondgebied van Loon dat de veerboot van Duinkerke naar Dover vertrekt.
Loon is bekend van de voormalige cichorei-teelt. Hoewel er een strand aanwezig is, is de ligging tussen twee terreinen met zware industrie minder aantrekkelijk.
In 2017 kwam de LNG-terminal van Loon-Plage gereed, waaraan vijf jaar lang was gewerkt. Hiertoe werd ook een havenbekken gegraven.

## Geografie
De oppervlakte van Loon bedroeg op 1 januari 2022 35,67 vierkante kilometer; de bevolkingsdichtheid was toen 168,1 inwoners per km².

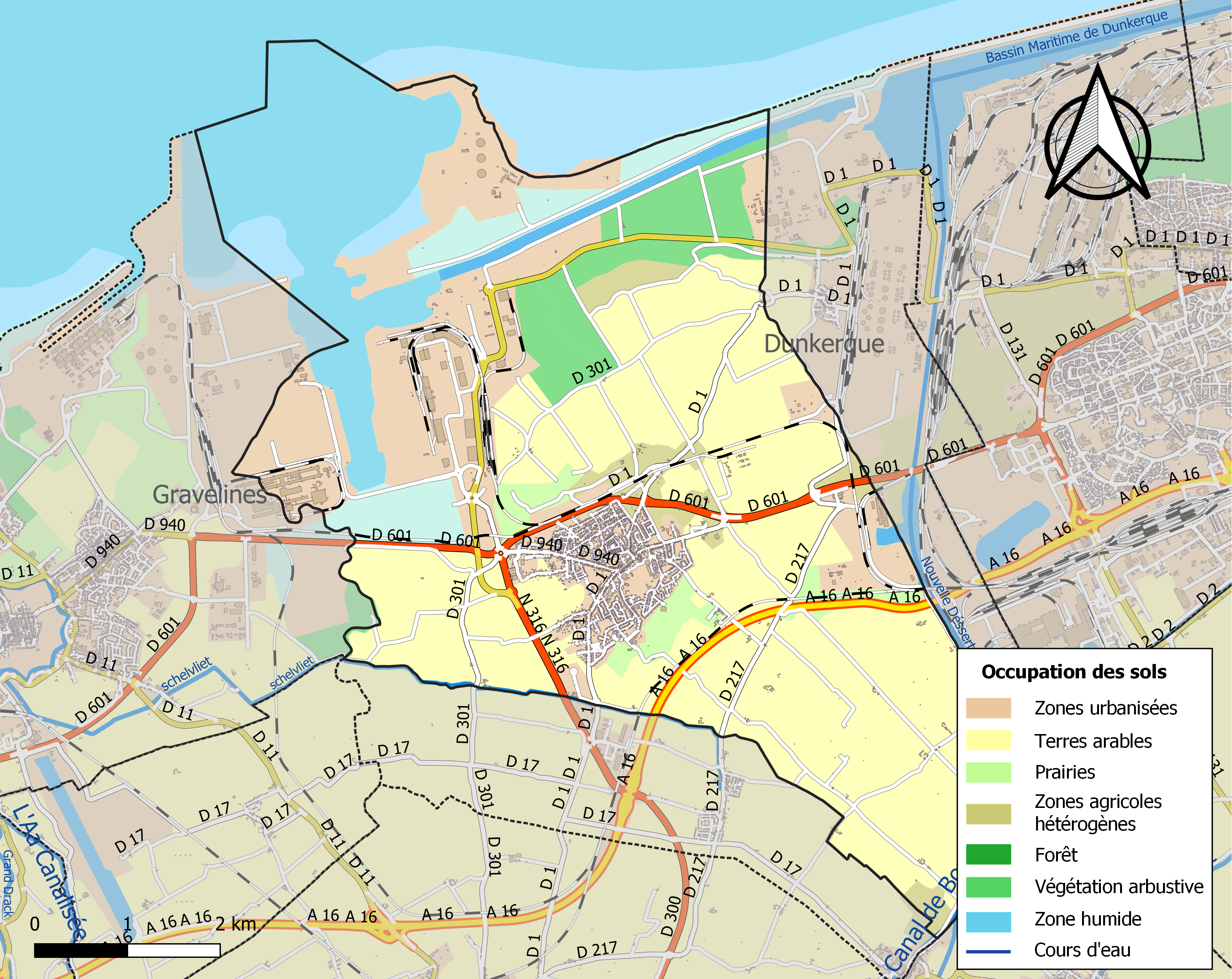
Kaart van de gemeente met belangrijkste infrastructuur, bodemgebruik en omliggende gemeenten

## Bezienswaardigheden
- De Sint-Martinuskerk werd gebouwd na de Tweede Wereldoorlog
- Het Parc Galamé, een natuur- en recreatiegebied.

## Natuur en landschap
Loon ligt nabij de Noordzee, waar de gehuchten Plage-de-Loon en Le Clipon dicht tegenaan lagen. In Le Clipon werd in 1936 voor de badgasten een hulpkerk gebouwd. De hoogte bedraagt 0-25 meter. Een deel van het duingebied is beschermd.

## Demografie
Onderstaande figuur toont het verloop van het inwonertal (bron: INSEE-tellingen).

## Nabijgelegen kernen
Mardijk, Grevelingen, Petit-Fort-Philippe, Bourbourg, Kraaiwijk